# Vallroja i el Pla
Vallroja i el Pla és un veïnat de masies disperses del poble de Bigues, en el terme municipal de Bigues i Riells del Fai, al Vallès Oriental. Aquest veïnat el 2018 tenia 72 habitants, que representa menys de l'1% del cens municipal. És al nord del Rieral de Bigues, en el Pla del Vermell, al sud-est del Turó del Rull. Està format per les masies de Can Benet, Can Joan, Can Lleuger, Can Lluís, Can Margarins, Ca l'Oncle i Can Vila, quasi agrupades, Can Vermell i les restes de Can Puça una mica més al sud, i Can Piler, més al nord-est i, encara més al nord, el Rull. El seu accés és per una pista rural en bon estat que arrenca cap al nord-est del punt quilomètric 23,8 de la carretera BP-1432, a prop de l'extrem nord del Rieral de Bigues. En 800 metres seguint aquesta pista s'arriba al costat de ponent de Ca l'Oncle, que és la casa situada més a ponent del veïnat. Forma part de la parròquia de Riells del Fai.
Entre les cases destaca can Canals, casa pairal de Joan Pau Canals i Martí, nomenat baró de la Vallroja per Carles III el 1777.